# Helsana
 (juin 2013).

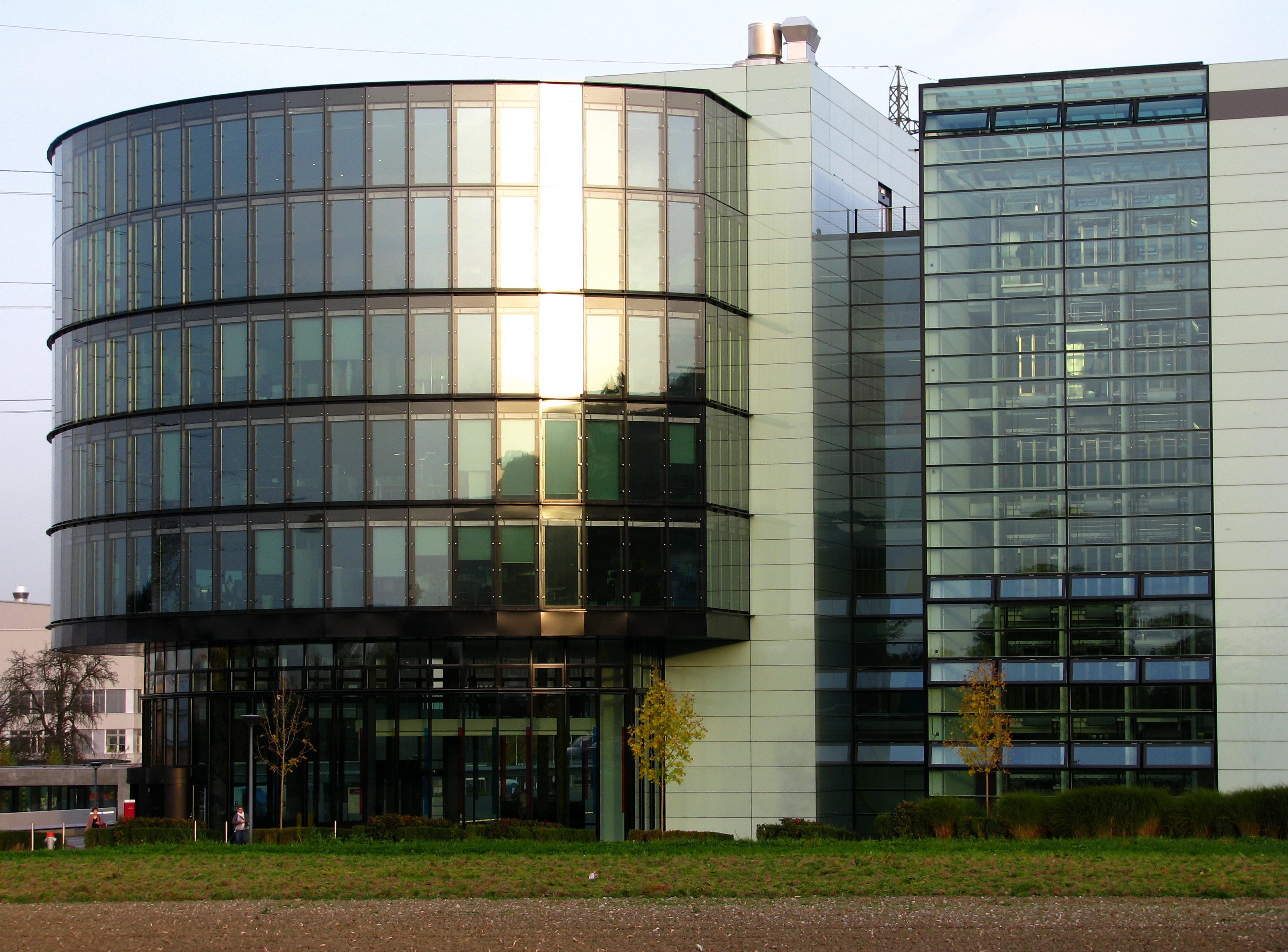
Quartier-général à Dübendorf-Stettbach

Logo jusqu'à octobre 2008

Helsana SA, dont le siège est à Dübendorf, est une compagnie d’assurance suisse spécialisée dans l’assurance-maladie. Avec plus de 2 millions de clientes et clients et un volume des primes de 7,8 milliards de francs suisses, le Groupe Helsana est l’un des principaux assureurs maladie et accidents de Suisse. Le groupe emploie environ 3400 collaborateurs et collaboratrices et dispose d’un réseau national de 13 agences générales et de 27 points de vente. Le nom Helsana vient de la contraction de Helvetia et Artisana, deux anciennes caisses-maladie qui ont fusionné en 1996.

## Domaine d'activité
Le groupe englobe trois succursales ancrées dans l'opérationnel et agissant dans les secteurs de l'assurance de base, des assurances complémentaires et des assurances-accidents. Celles-ci se présentent sur le marché sous les noms Helsana et Progrès Assurances en tant que marques indépendantes. Avanex et Sansan ont été regroupées respectivement avec Helsana et Progrès au 1er janvier 2017. Aerosana, également ancienne succursale, a fusionné avec Progrès au 1er janvier 2011.
L'assurance de base selon la loi sur l'assurance-maladie constitue l'activité principale du Groupe Helsana, qui génère près de 70 pour cent de l'ensemble des recettes de primes. Avec 27 pour cent des recettes de primes, la branche des assurances complémentaires constitue le second pilier. En outre, le groupe propose aux entreprises et aux associations des assurances indemnités journalières collectives et accidents ainsi que des solutions dans le domaine de la prévoyance professionnelle.
Helsana lance le programme de bonus Helsana+ (Helsana Plus) en septembre. Ce programme de bonus permet aux clients qui se démarquent par leur mode de vie sain, leur engagement social et sociétal et leur fidélité de cumuler des points Plus. Les points cumulés peuvent être échangés contre des sommes d’argent par les clients enregistrés comme utilisateurs.

## Histoire
Helsana est née en 1996 de la fusion des deux assurances maladie et accidents Helvetia et Artisana. Helvetia a été fondée en 1899 et Artisana en 1952. Elles étaient autrefois assumées par une association qui forme aujourd'hui l'actionnariat d'Helsana. La Fondation Sana, anciennement Fondation Helvetia Sana et successeure de l'association Helvetia, détient 79 pour cent du capital-actions, l'association Artisana en détient 21 pour cent.

## Polémique
En 2019 le cas d'entreprises suisses, dont Helsana, disposant d'une filiale en Nouvelle-Zélande (membre des Five Eyes\ECHELON/UKUSA) afin de travailler 24h/24h, a soulevé le thème de la sécurité des données afin d'éviter une fuite ou une violation de données et surtout des données personnelles .
En 2022, une polémique a été relancée sur les rabais offerts par Helsana à des personnes adhérentes d'une association opposée au droit à l'avortement. La question avait déjà été traitée par le Conseil fédéral en 2016 en réponse à une interpellation parlementaire. Il ne voyait alors rien d'illégal vu que l'accès à l'entiéreté des soins était garanti à ces personnes quels que soient les accords signés avec des tiers.